# Gagong
Die Gagong , auch Simong, War Jacket, ist eine Rüstung aus Indonesien.

## Beschreibung
Die Gagong wird ausschließlich in der Schlacht benutzt und besteht aus Tierhaut. Von der Haut wird der Bereich des Abdomen sowie die Haut der Beine entfernt. Der Kopf des Tieres wird oft mit Arbeiten aus Metall oder einer großen Perlmuttmuschel (indon. Blasung) abgedeckt. Oft wird eine Muschel etwas unterhalb des Kopfes angebracht. Nach dem religiösen Glauben der Indonesier dient die Muschel als Boot für die Seele des gefallenen Kriegers, die ihn über den Fluss zum Reich der Toten bringt. Auf der Vorderseite wird ein Einschnitt gemacht der als Öffnung für den Kopf des Trägers dient. Dieses wird so angebracht, dass der Kopf des Tieres aus der die Gagong hergestellt ist, auf dem Bauch des Trägers liegt. Die Rückseite reicht oft bis über die Knie des Trägers. Der Rücken kann mit Federn des Nashornvogels (Bucerodtidae) verziert sein. Diese Dekoration benutzt man ausschließlich für Krieger, die schon an Kämpfen teilgenommen haben. Andere Krieger benutzen eine Verzierung aus Flechtwerk. Die Gagong wird selten benutzt, da es schwierig ist, passende Tierhäute zu bekommen. In manchen Fällen werden auch Häute von Hausziegen benutzt, da deren langes Nackenhaar gut für diesen Zweck verwendbar ist. Dabei werden schwarze Häute mehr bevorzugt als weiße. Unter anderem werden auch Häute von Bären (Ursidae), Hunden und Panthern benutzt.
Die Gagong wird weniger wegen ihrer schützenden Eigenschaften getragen, sondern mehr wegen ihres martialischen Aussehens. Die Gagong ist stark genug, einen hölzernen Speer abzuwehren, jedoch keinen Stoß mit einer Lanze. Die Kenyah Krieger bringen oft Schädel des Nashornvogels als Symbol für die erfolgreiche Kopfjagd an der Brust an, je ein paar Schädel für ein Opfer. Die Gagong wird von Ethnien in Indonesien benutzt.